# Svend Langkjær
Svend Langkjær (23. august 1886, Nykøbing Falster – 2. maj 1948, København) var en dansk atlet, landsretssagfører og legationsråd (ambassaderåd). 

## Biografi
Langkjær voksede op i Nykøbing Falster som søn af  overlærer Jens Langkjær (født Petersen) fra Gauerslund på Vejle-egnen og Johanne Elisabeth Hansen fra Fejø. 1904 blev han student fra Nykøbing Katedralskole og flyttede samme år til København for at læse jura på Københavns Universitet. Han blev færdig i  1911 og derefter ansat som konsulatssekretær i Rotterdam, fra 1912 til 1920 havde han forskellige stillinger i Udenrigsministeriet. Han blev Chargé d'affaires i Bern 1920 og et halvt år efter legationssekretær i London for yderligere et halvt år senere få tilsvarende stilling i Washington og var fra 1923 en kort tid generalkonsul samme sted. Derefter atter legationssekretær i Berlin, og han afsluttede sin diplomatiske karriere som generalkonsul i Shanghai 1925-1929.
Han arbejdede derefter som jurist i København og som landsretssagfører fra 1935.
Langkjær var Ridder af Dannebrog.

## Idrætskarriere
Langkjær var en alsidig idrætsmand som satte 11 danske rekorder og vandt seks danske mesterskaber.
Han var medlem af Københavns FF (senere Københavns IF) og deltog i OL 1908 i London, hvor han blev nummer 8 i højdespring uden tilløb; han deltog også i længdespring uden tilløb, men kom ikke i finalen. Han deltog fire år efter i tikampen ved OL 1912 i Stockholm men trak sig efter fire discipliner.
| - Sølv 1925 Kuglestød 10,78 - Guld 1924 Kuglestød 10,72 - Bronze 1919 Hammerkast 40,40 - Bronze 1915 Hammerkast 37,83 - Sølv 1914 Hammerkast 35,85 - Sølv 1913 Højdespring 1,695 - Guld 1912 Højdespring 1,75 - Guld 1910 Højdespring 1,72 - Guld 1910 Hammerkast 35,28 - Guld 1909 Højdespring 1,79 - Sølv 1909 Hammerkast 37,12 - Bronze 1909 Diskoskast 31,80 - Bronze 1908 Højdespring 1,63 | - Højdespring: 1,79 Slagelse 25 juli 1909 - Højdespring: 1,81 1913 - Højdespring uden tilløb: 1,45½ 1908 - Højdespring uden tilløb: 1,46½ 1908 - Højdespring uden tilløb: 1,52 1913 - Længdespring uden tilløb: 2,97 1908 - Længdespring uden tilløb: 3,00½ 1910 - Kuglestød: 11,19 1908 - Kuglestød med begge hænder: 19,21 1908 - Kuglestød med begge hænder: 20,30 1910 - Kuglestød med begge hænder: 20,87 1912 Hans Langkjær forbedrede 1910 broderen Svends danske rekord i længdespring og højdespring uden tilløb med bare ½ cm i begge discipliner. |

Langkjær var redaktør af Ugebladet Idrætten 1913 og samme år var han med til at stifte Akademisk Idrætsforening som han derefter repræsenterede. Han var klubbens formand 1914-1915 og blev senere æresmedlem.
Repræsenterede 1919 Randers Freja og var i 1920'erne tilbage i Københavns Idræts Forening . 
Blev efter han kom hjem fra Kina medlem af Danmarks Olympiske Komité 1931.
Han var DOKs formand fra 1938-1946 og deltog som leder for det danske hold ved OL 1932 i Los Angeles.

## Familie
Langkjær blev i Paris 6. oktober 1923 gift med Marguerite Baralevsky (1901-1992) datteren af Zar Aleksander 2’s søn Vasilij Michailovich Baralevsky og kometesse Alexandra Alexandrovna Haller som var hofdame hos Zar Nikolai II. Familien var tvunget på flugt af den russiske revolution. Parret mødtes på Plaza Hotel i New York på et bal hos Harold Stirling Vanderbilt. De blev skilt i 1931.